# Religioni nella Repubblica Dominicana
Il cristianesimo è la religione più diffusa nella Repubblica Dominicana, ma sulla consistenza dei gruppi religiosi vi sono diverse stime. Secondo una stima del 2010 del Pew Research Center, i cristiani sono l'88% della popolazione (con una maggioranza di cattolici) e coloro che seguono altre religioni l'1,1% della popolazione, mentre il 10,9% della popolazione non segue alcuna religione. Secondo una stima della CIA del 2018, i cristiani sono il 66,6% della popolazione e coloro che seguono altre religioni l'1,8% della popolazione, mentre il 29,6% della popolazione non segue alcuna religione e il 2% della popolazione non specifica la propria affiliazione religiosa. Una stima dell'Association of Religion Data Archives (ARDA) riferita al 2020 dà i cristiani al 94,9% della popolazione e coloro che seguono altre religioni al 2,4% circa della popolazione, mentre il 2,7% circa della popolazione non segue alcuna religione.

## Religioni presenti

### Cristianesimo
Secondo la stima del 2010 del Pew Research Center, i cattolici rappresentano il 66,5% della popolazione, i protestanti il 20,8% della popolazione e i cristiani di altre denominazioni lo 0,7% della popolazione. Secondo la stima della CIA del 2018, i cattolici sono il 44,3% della popolazione e i protestanti (in maggioranza evangelicali) il 22,3% della popolazione.  Secondo le stime dell'ARDA del 2020, i cattolici sono l'81,1% della popolazione, mentre i protestanti e gli altri cristiani sono il 13,8% della popolazione.
La Chiesa cattolica è presente nella Repubblica Dominicana con due sedi metropolitane, nove diocesi suffraganee e un ordinariato militare.
I protestanti presenti nella Repubblica Dominicana appartengono principalmente ai pentecostali, ai battisti e alle Assemblee di Dio; in misura minore sono presenti avventisti del settimo giorno, Assemblea dei Fratelli (appartenente alla corrente anabattista) e anglicani. 
Fra i cristiani di altre denominazioni vi sono i Testimoni di Geova e la Chiesa di Gesù Cristo dei Santi degli Ultimi Giorni (i Mormoni).

### Altre religioni
Una parte della popolazione indigena segue culti sincretici derivati dalla mescolanza del cristianesimo con le religioni afro-americane: i più diffusi di questi culti sono il vudù e la santeria. Sono inoltre presenti piccoli gruppi di seguaci del bahaismo, del buddhismo, dell'islam, dell'ebraismo, della religione tradizionale cinese, dello spiritismo e dei nuovi movimenti religiosi.